# Valeriana humboldtii
Valeriana humboldtii là một loài thực vật có hoa trong họ Kim ngân. Loài này được Hook. & Arn. miêu tả khoa học đầu tiên năm 1833.